# Magic Fly
Magic Fly - Pierwszy z singli promujących album The Energy Of Sound projektu Trance Atlantic Air Waves, wydany w 1997 roku.

## Lista utworów
- MAGIC FLY [MAXI SINGLE]

1. "Magic Fly [Radio Edit]" - 3:52
2. "Magic Fly [Wonderland Mix]" - 6:18
3. "Magic Fly [Motion Mix]" - 6:19
4. "Magic Fly[Spanish Mushrooms Mix]" - 5:17

- MAGIC FLY [FRANCJA]

1. "Magic Fly [Radio Edit]" - 3:52
2. "Magic Fly [Motion Mix]" - 6:19

- MAGIC FLY [PROMOCYJNY]

1. "Magic Fly" [Radio Edit]" - 3:52